# Gedong (Ngadirojo)
Gedong is een bestuurslaag in het regentschap Wonogiri van de provincie Midden-Java, Indonesië. Gedong telt 4807 inwoners (volkstelling 2010).